# Padělky (Chrastavec)
Padělky (535 m n. m.) je vrch v okrese Svitavy v Pardubickém kraji. Leží asi 1 km východně od obce Chrastavec na jejím katastrálním území.

## Popis
Je to vrchol nesouměrného strukturně denudačního hřbetu nevýrazné kuesty (s čelem na VSV) východního křídla ústecké synklinály (místo poklesnutí) z pískovců a prachovců až spongilitů a slínovců svrchního, středního a spodního turonu. Vrch je
zčásti zalesněný (na jižních a východních svazích) smrkovými porosty. Je to výhledové místo.

## Geomorfologické zařazení
Geomorfologicky vrch náleží do celku Svitavská pahorkatina, podcelku Českotřebovská vrchovina, okrsku Ústecká brázda a podokrsku Březovská brázda.

## Historické názvy
- 1882 – Padielka (526 m n. m.) (Wand-Karte des Politischen Bezirkes Mährisch-Trübau, Wien)
- 1937 – Padělka (Vlastivědná kniha České dvoutřídní obecné školy v Brněnci)